# Premio de composición Casa de las Américas
El Premio de composición Casa de las Américas es un certamen convocado por la Casa de las Américas para galardonar a compositores latinoamericanos. Las piezas ganadoras pasan a formar parte la colección multimedia Premio de Composición. Fue fundado en los años sesenta con dos convocatorias, y fue retomado de forma bienal a partir de 2004. Durante la premiación, también se celebran conciertos, coloquios, conferencias y talleres.

## Historia
El premio fue creado por la Casa de las Américas en 1966, contando en su inicio sólo con la edición 1966-1967. El concurso de composición también está relacionado con el Premio de Musicología, el cual surgió en 1979, siendo interrumpido y retomado en 1993. Asimismo, a partir de 1970, se comenzó a publicar el Boletín Música de la Casa, también interrumpido y retomado en el año 2000.
En los años sesenta, el compositor Harold Gramatges trabajaba en la Casa de las Américas, y le propuso a la directora de la institución, Haydée Santamaría, crear un premio de música para difundir la música latinoamericana contemporánea.
En sus inicios, y con el nombre de Concurso de Composición Musical, pretendía promover la creación musical de vanguardia. En sus primeras convocatorias del 66 y 67, participaron los compositores chilenos Gustavo Becerra-Schmidt, Enrique Rivera, Gabriel Brncic y Sergio Ortega; los argentinos Leopoldo Hurtado y Eduardo Kusnir; y de Cuba, Carlos Fariñas y Manuel Duchesne Cuzán.
En esta primera etapa, el Premio de composición Casa de las Américas aceptó trabajos hasta el 30 de junio de 1967, según lo constata la Revista Musical Chilena de ese año. Asimismo señalaba que podían competir compositores americanos o nacionalizados, habiendo tres categorías, de música de cámara, música coral y canción. La convocatoria resultó exitosa, sin embargo, la edición y grabación de las obras fue complicada en esa primera instancia; por esta razón decidieron involucrar a músicos folclóricos y de canción de protesta.
El galardón no continuó como fue planeado por varias circunstancias, pero el proyecto fue retomado posteriormente en 2004, con el título Premio de Composición Casa de las Américas.
En su cuarta edición, en el año 2011, los jurados del concurso —Alejandro Cardona, Cergio Prudencio y Juan Piñera— decidieron declararlo desierto, aun cuando se recibieron 15 trabajos; esto debido a que consideraron que las obras tenían una serie de problemas que fueron enlistados en el acta. Entre los puntos considerados, señalaron que las piezas carecían de creatividad, debido a que, como indicó el jurado, las obras estaban supeditadas a los criterios estéticos occidentales y al uso de herramientas digitales sin un valor artístico bien justificado, y dejando de lado los elementos culturales y contextuales latinoamericanos:

Incomprensión del sentido y función de la composición musical en el contexto cultural e histórico de la América Latina, percibiendo una búsqueda de legitimación estética a través de la adscripción, consciente o ingenua, a modelos hegemónicos de la cultural occidental.
Acta del jurado del Concurso de composición Casa de las Américas 2011

En la edición de 2019, el premio consistió en tres mil dólares así como en la reproducción de la obra ganadora en edición multimedia en audio, partitura y textos, para su mayor difusión.

## Ediciones
| Año  | Ganador/a                                 | Obra galardonada                                                                       | Mención honorífica | Jurado |
| ---- | ----------------------------------------- | -------------------------------------------------------------------------------------- | --- | --- |
| 2004 | Diego Rafael Silva (Venezuela)            | Custodias de la luz, para conjunto de cámara                                           | Músicas para marimba y cuerdas, para marimba y cuarteto de cuerdas, Alejandro Gabriel Civilotti (Argentina). Así se hace la historia, Héctor Manuel Angulo Rodríguez (Cuba). | Carlos Alberto Vázquez (Puerto Rico) Guido López-Gavilán (Cuba) León Biriotti (Uruguay) Manuel De Elías (México) Roberto Valera (Cuba)                                                             |
| 2007 | Nilo Velarde Chong (Perú)                 | Espacios, dos movimientos para orquesta sinfónica                                      | - | Germán Cáceres (El Salvador) Alfredo Diez Nieto (Cuba) Juan Piñera (Cuba) Andrés Posada (Colombia) Edgar Valcárcel (Perú)                                                                          |
| 2009 | Fabián Harbeith Roa Dueñez (Colombia)     | Bestiario                                                                              | Desfragmentación, Alejandro Javier Padilla Gallegos (México) | Rafael Aponte Ledée (Puerto Rico) Diana Arismendi (Venezuela) Tulio Peramo (Cuba) Roberto Valera (Cuba) Alberto Villalpando (Bolivia)                                                              |
| 2011 | Desierto                                  | Desierto                                                                               | - | Alejandro Cardona (Costa Rica) Cergio Prudencio (Bolivia) Juan Piñera (Cuba) |
| 2013 | Federico O. Tarazona Francia (Perú)       | Chavin, para flauta, clarinete, percusión, hatun charango, piano, violín y violonchelo | Ascendiendo al abismo, para flauta, clarinete, violín, violonchelo de Álvaro Pacheco Bascuñán (Chile)                                                                        | Carlos A. Vázquez (Puerto Rico) Rodrigo Sigal (México) Alfredo Rugeles (Venezuela) José Loyola (Cuba) Guido López-Gavilán (Cuba)                                                                   |
| 2015 | Patricia Elizabeth Martínez (Argentina)   | Un abismo encendido de miradas para voz, flauta, violonchelo y percusión               | Viaje a ti para voz y piano, Javier Jimmy López Bellido (Perú) | German Cáceres (El Salvador) Edesio Alejandro Rodríguez (Cuba) Eddie Mora (Costa Rica) Beatriz Corona (Cuba) Darwin Aquino (República Dominicana)                                                  |
| 2017 | Adrián Alexander Suárez Pérez (Venezuela) | Diamante duende                                                                        | La Dama Gentil que duerme, Daniel Amir Toledo Guillen (Cuba) y Magnificat, Alexis Rodríguez Martínez (Cuba)                                                                  | Boris Alvarado (Chile) Orlando Jacinto García (Cuba-EUA) Mario Lavista (México) Roberto Varela (Cuba) Diego Romero Mascaró (Argentina) Hajnal Pivnick (Hungría-EUA) Liliana González Moreno (Cuba) |
| 2019 | Patricia Martínez (Argentina)             | Barely the Breath - Apenas el aliento                                                  | Bioelectroacústica: Música residual, Pablo Martín Freiberg (Argentina) | Ricardo Dal Farra (Argentina-Canadá) Rodrigo Sigal (México) Teresa Nuñez (Cuba) |